# Althochdeutsches Wörterbuch
Das hier behandelte Althochdeutsche Wörterbuch (Ahd. Wb.) ist ein historisches Sprachstadienwörterbuch nach dem Thesaurusprinzip. Sein Ziel ist die Erfassung und Beschreibung des gesamten erhaltenen althochdeutschen Wortgutes. Eine Besonderheit des Althochdeutschen Wörterbuchs ist, dass die Belege nicht nur umfassend semantisch beschrieben und in Belegzitaten genannt werden, sondern auch alle überlieferten Wortformen in einem Formenteil, geordnet nach geographischen, chronologischen und grammatischen Kriterien, aufgeführt werden. Das Althochdeutsche Wörterbuch ist ein Forschungsprojekt, das im Rahmen des Akademienprogramms gefördert wird und an der Sächsischen Akademie der Wissenschaften angesiedelt ist.